# Balbieriškis
Balbieriškis (ryska: Бальберишкис) är en ort i Litauen. Den ligger i den södra delen av landet, 90 km väster om huvudstaden Vilnius. Balbieriškis ligger 78 meter över havet och antalet invånare är 1 180.
Terrängen runt Balbieriškis är platt. Runt Balbieriškis är det ganska glesbefolkat, med 24 invånare per kvadratkilometer. Närmaste större samhälle är Alytus, 18,3 km sydost om Balbieriškis. Trakten runt Balbieriškis består till största delen av jordbruksmark.